# Hugo Sjögren
Axel Hugo Sjögren, född 29 oktober 1905 i Mölnbo, död 2 augusti 1973 i Stockholm, var en svensk fotbollsspelare (vänsterhalv).
Sjögren började sin karriär i IF Linnea, men gick 1926 till AIK. Där spelade han kvar till 1937, och gjorde sammanlagt 143 allsvenska matcher för klubben (2 mål).
Sjögren spelade 7 landskamper för Sverige åren 1932–1933.